# Mike Fray
Michael Fray, detto Mike (3 settembre 1947 – Kingston, 6 novembre 2019), è stato un velocista giamaicano.

## Palmarès
| Anno | Manifestazione                    | Sede              | Evento                | Risultato | Prestazione | Note  |
| ---- | --------------------------------- | ----------------- | --------------------- | --------- | ----------- | ----- |
| 1966 | Giochi del Commonwealth           | Kingston          | Staffetta 4×110 iarde | Argento   | 40"0        |       |
| 1966 | Giochi centramericani e caraibici | San Juan          | Staffetta 4×100 m     | Oro       | 40"5        |       |
| 1967 | Giochi panamericani               | Winnipeg          | Staffetta 4×400 m     | Bronzo    | 3'05"99     |       |
| 1968 | Giochi olimpici                   | Città del Messico | 200 m piani           | 7º        | 20"6        | [ 3 ] |
| 1968 | Giochi olimpici                   | Città del Messico | Staffetta 4×100 m     | 4º        | 38"4        | [ 4 ] |
| 1970 | Giochi centramericani e caraibici | Panama            | 100 m piani           | Bronzo    | 10"45       |       |
| 1972 | Giochi olimpici                   | Monaco            | 100 m piani           | 5º        | 10"40       | [ 5 ] |